# 6G (электровоз)
6G (6-осный, с кремниевыми (полупроводниковыми) выпрямителями (кит. трад. 硅整流, пиньинь Guī zhěngliú)) — шестиосный электровоз переменного тока, выпущенный французским заводом Alstom и эксплуатируемый на китайских железных дорогах.

## История
В 1960 году, в связи с началом электрификации Баочэнской железной дороги, Китай приобрёл партию электровозов 6Y2 французского производства. Эти электровозы имели выпрямительную установку, выполненную на игнитронах, которая была сложна в обслуживании и поэтому в конце 1960-х — начале 1970-х на всех электровозах 6Y2 игнитроны были заменены полупроводниковыми приборами.
Завершение электрификации Баочэнской железной дороги в 1971 году, а также по прежнему неготовность заводов в Чжучжоу к началу крупносерийного производства электровозов SS1 привели к решению руководства Министерства железных дорог об очередном импорте электровозов. В результате заводу Alstom (г. Бельфор, Франция) (ранее уже поставлял в страну электровозы 6Y2) была заказана партия из 40 электровозов переменного тока с преобразователями, выполненных с использованием тиристоров. В июле 1972 года прибыли первые локомотивы, которым присвоили серию 6G и номера от 51 до 90, после чего направили в локомотивное депо в Сиане.
Электровозы 6G по конструкции экипажной части были во многом аналогичны электровозам 6Y2. Но в отличие от предшественников, они имели управляемые выпрямительные мосты, что обеспечивало плавный и бесступенчатый пуск. Электровозы имели реостатное торможение, а последние два (№ 89 и 90) — рекуперативное. В 1995 году 6G были переведены на Лунхайскую железную дорогу (кит. трад. 陇海铁路, пиньинь Lǒnghǎi Tiělù, палл. Лунхай Телу).
В конце 1980-х из-за устаревания оборудования и участившихся случаев отказа статических преобразователей электровозы 6G начали постепенно исключать из инвентаря и заменять электровозами SS3 и SS6B. Наиболее интенсивно их списание происходило в конце 1990-х и уже к 2003 году в строю остались только № 58, 60 и 84. Все эти три электровоза были списаны в 2007 году.